# The Battery

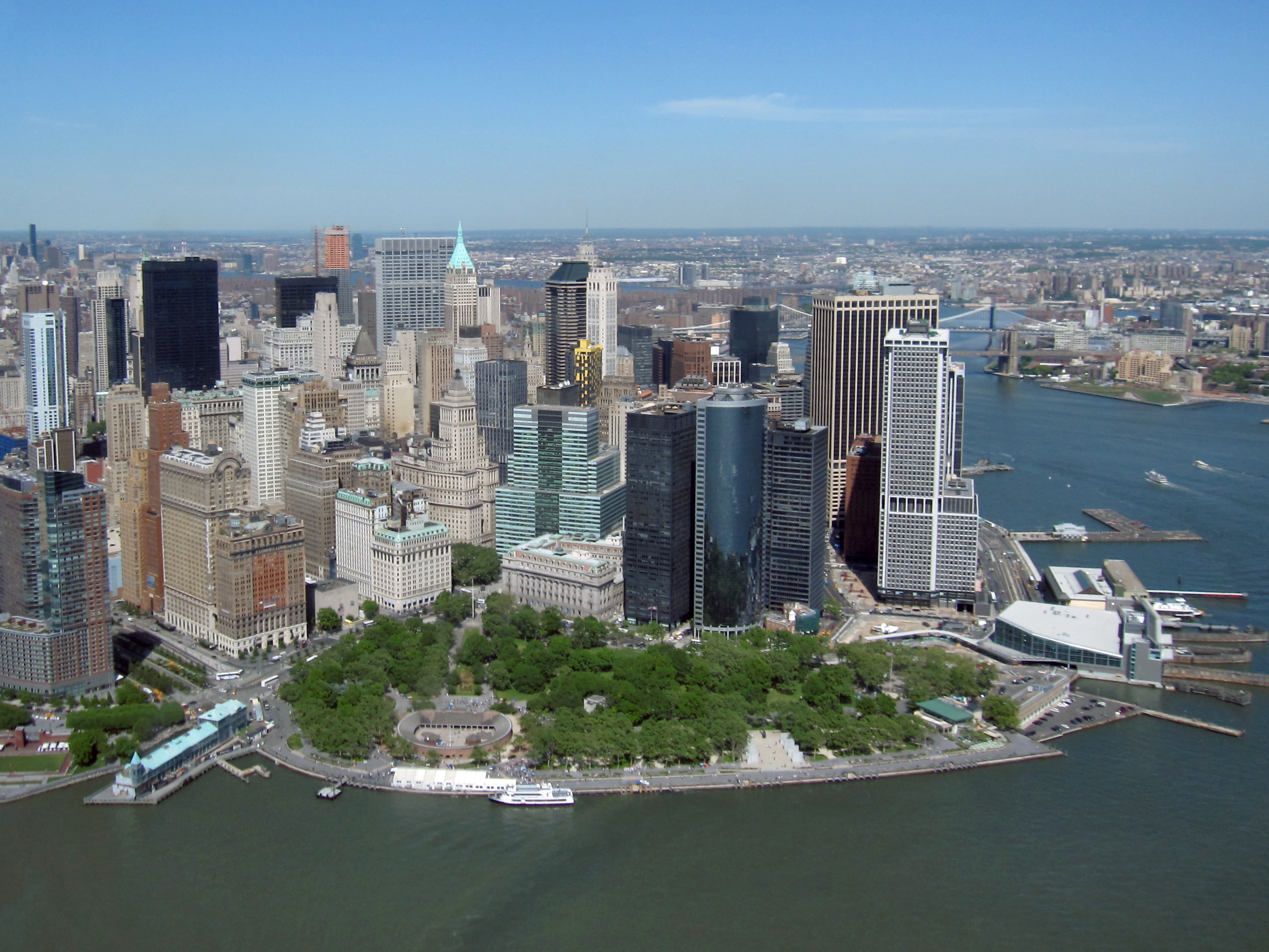
Luftbild von Lower Manhattan mit The Battery, 2010

The Battery (bis 2015 Battery Park) ist eine zehn Hektar große Parkanlage auf der Südspitze Manhattans und einer der ältesten Parks in New York City. Der dort gelegene Hafen dient als Ausgangspunkt für die Fähren nach Ellis Island, zur Freiheitsstatue, nach Staten Island sowie im Sommer auch nach Governors Island.
In der Parkanlage befinden sich neben dem Castle Clinton viele weitere Denkmäler wie das Netherlands Memorial, das East Coast War Memorial für die im Atlantik gefallenen amerikanischen Soldaten im Zweiten Weltkrieg, die Denkmäler von John Ericsson, Giovanni da Verrazzano und der Dichterin Emma Lazarus, ein Denkmal anlässlich des 300-jährigen Jubiläums der Ankunft der ersten jüdischen Immigranten in Nordamerika (Jewish Tercentury Monument) sowie ein Bronzedenkmal des zeitgenössischen Künstlers Luis Sanguino für alle Einwanderer.

## Geschichte

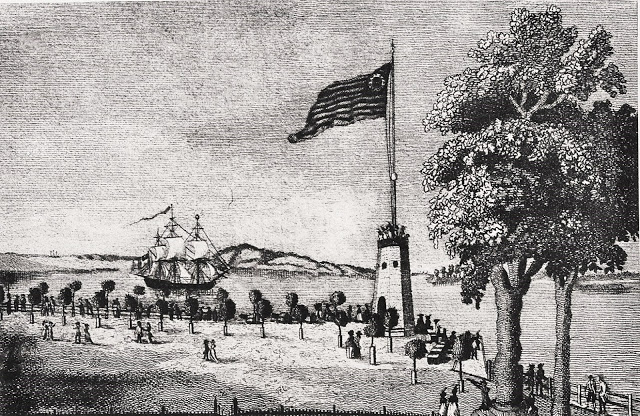
The Battery, 1793

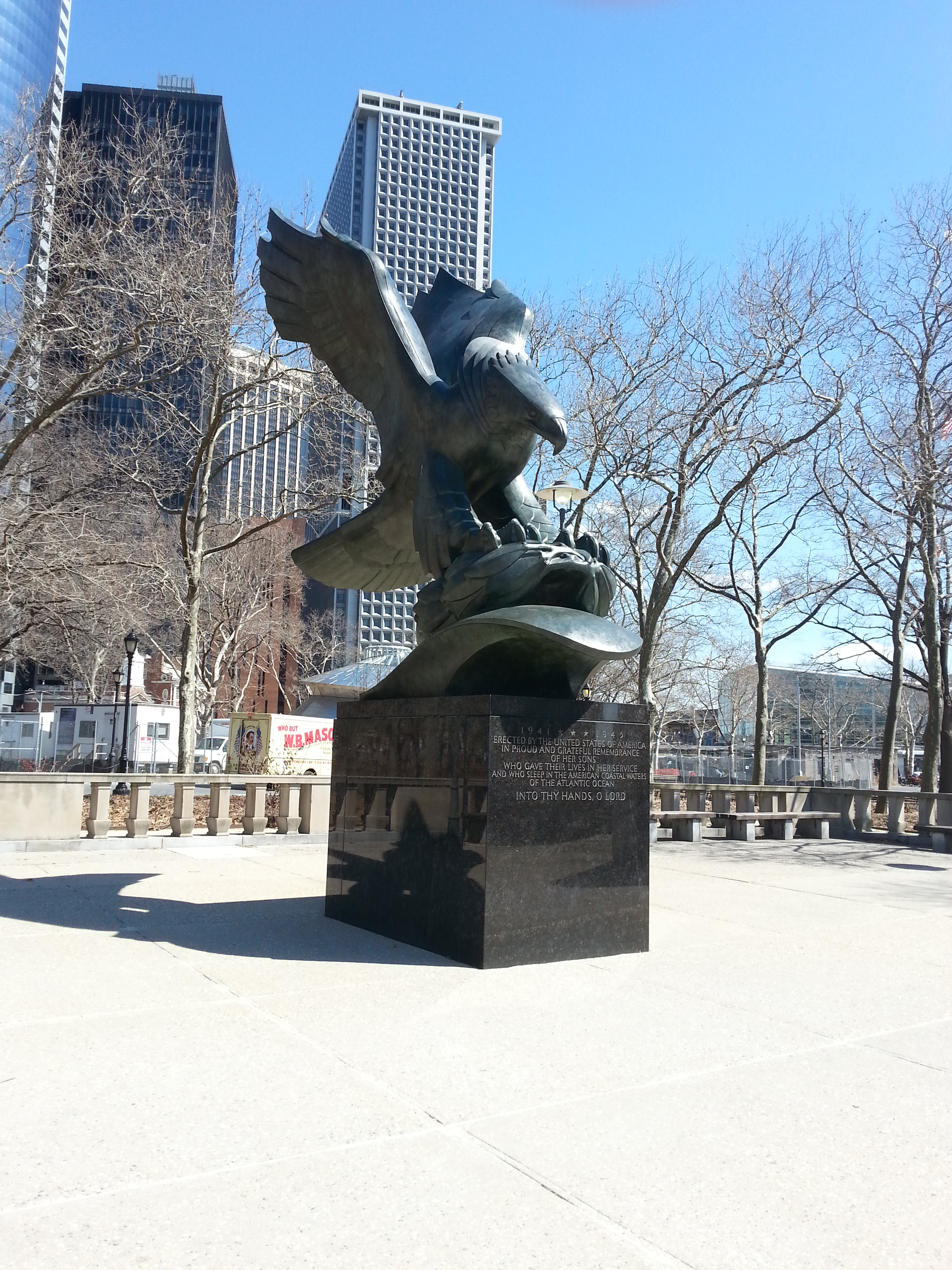
Die zentrale Skulptur des East Coast Memorials von Albino Manca (1961)

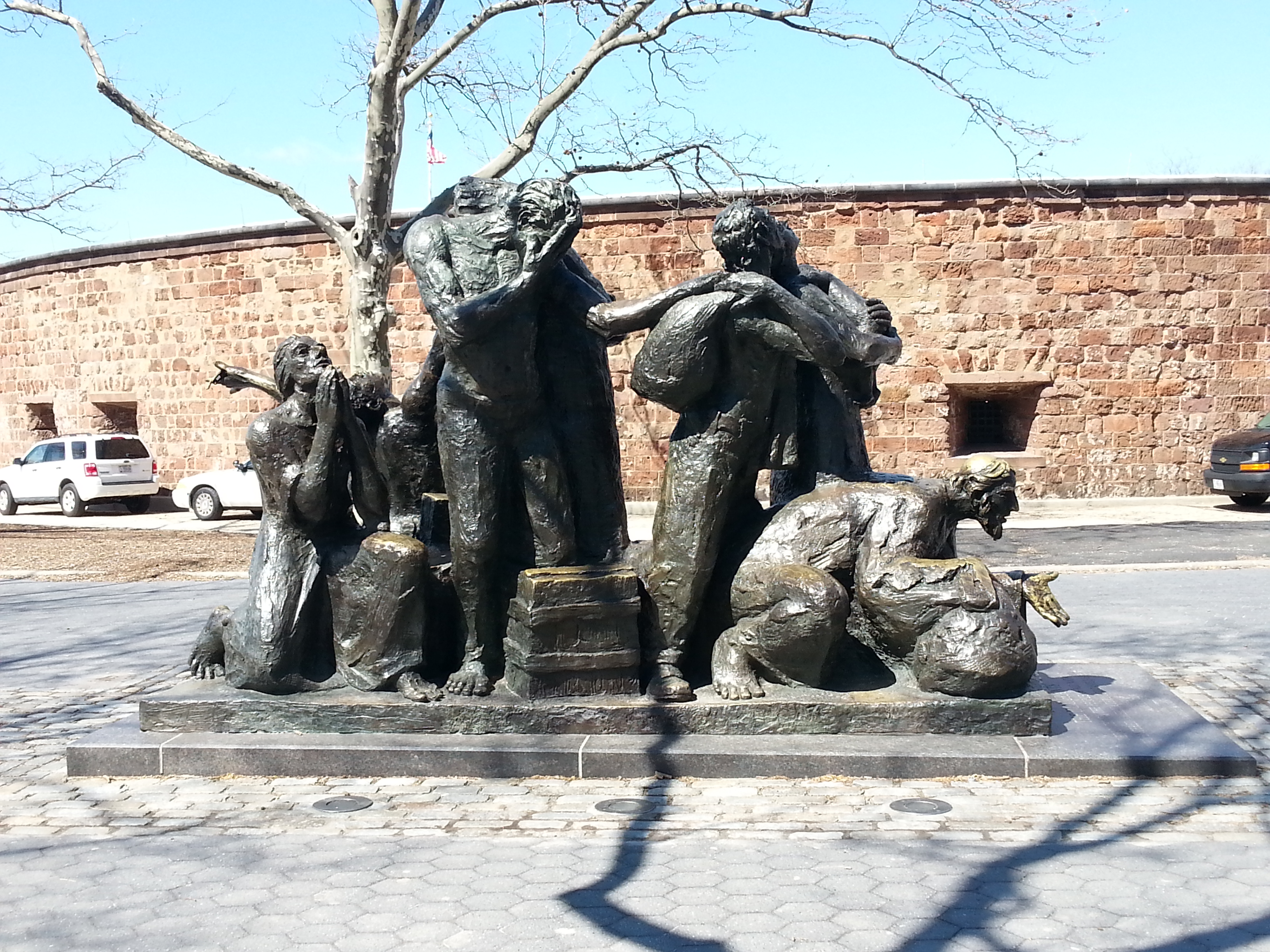
The Immigrants. Denkmal von Luis Sanguino (1983). Dargestellt werden ein osteuropäischer Jude, ein freigelassener Sklave, ein Geistlicher sowie ein Arbeiter

Der Park hat seinen Namen von den niederländischen Geschützbatterien, die einst hier postiert waren, um den damaligen Hafen von Neu-Amsterdam zu verteidigen. Durch Verlandung und Aufschüttung ist die heutige Küstenlinie etwas vorgerückt. Die Landaufschüttung ist durch den Aushub beim Bau des 2001 zerstörten World Trade Centers entstanden, das zwischen 1966 und 1973 errichtet worden war. Dadurch wurde die Parkanlage um etwa zwei Hektar vergrößert. Der niederländische Gartengestalter Piet Oudolf legte hier den Garden of Remembrance an, der an die Opfer der Terroranschläge am 11. September 2001 erinnern soll. Die Battery Conservancy stellt jährlich vier Millionen US-Dollar für die Pflege des Gartens zur Verfügung. Die Parkanlage hat jedes Jahr rund sechs Millionen Besucher aus aller Welt. 2015 wurde die Anlage vom New York City Department of Parks and Recreation in den ursprünglichen historischen Namen The Battery umbenannt.

## Rezeption
Szenen der folgenden Spielfilme wurden im Battery Park gedreht:
- Wolfen (1981)
- Susan … verzweifelt gesucht (1985)
- Whatever Works – Liebe sich wer kann (2009)
- Men in Black 3 (2012)

Szenen der folgenden Computerspiele fanden im Battery Park statt:
- Deus Ex (2000)
- Crysis 2 (2011)